# CCM模式
CCM 模式（带有密文分组链接消息验证码的计数器模式；带有CBC-MAC 的CTR模式）是块密码的一种工作模式。它是一种认证加密，旨在提供身份验证和机密性。 CCM 模式仅针对分组长度为 128 位的分组密码定义。  
必须谨慎选择 CCM 的随机数，以免对同一个密钥重复使用。这是因为 CCM 是计数器 (CTR) 模式的派生，而后者实际上是一种流密码。 

## 加密与认证
顾名思义，CCM 模式结合了用于加密的计数器 (CTR) 模式和用于身份验证的密码块链消息身份验证码 (CBC-MAC) 。这两个原语以“先验证后加密”（MAC then Encrypt, MtE）的方式应用：首先对消息计算 CBC-MAC，以获得消息验证码 (MAC) ，然后使用计数器模式对消息和 MAC 进行加密。主流观点认为，只要加密中使用的计数器值不与身份验证中使用的（预）初始化向量冲突，就可以将相同的加密密钥用于两者。基于底层分组密码的安全性，该组合存在可证明安全性 。该证明还适用于任何块大小以及任何大小的强加密伪随机函数的 CCM 推广（因为在计数器模式和 CBC-MAC 中，块密码仅在一个方向上使用）。
CCM 模式由Russ Housley 、Doug Whiting 和Niels Ferguson设计。在开发 CCM 模式时，Russ Housley 在RSA 实验室工作。
Zigbee标准中使用了 CCM 的一个微小变体，称为 CCM*。 CCM* 包括 CCM 的所有功能，还提供仅加密功能。 

## 性能
CCM 需要对认证加密信息的每个块进行两次分组密码加密操作，并对关联的经过验证的数据的每个块进行一次加密。
根据Crypto++基准测试，AES CCM 在 32 位模式下的Intel Core 2 处理器上的运行效率为每字节28.6周期。 
效率问题：
- CCM 不是带有关联数据的“在线”认证加密 (AEAD) ，因为必须提前知道消息（和关联数据）的长度。
- 在MAC构造中，关联数据的长度使用可变长度编码，而这可能比机器字更短。如果关联数据很长（这种情况并不常见）， MAC 可能出现性能下降。
- 关联数据是在消息数据之后处理的，因此无法预先计算静态关联数据的状态。

## 专利
偏移码本 (OCB) 模式的提交推动了 CCM 模式的发展与纳入IEEE 802.11i标准。由于该 OCB 正在申请专利，因此有人反对加入 OCB 模式。对于标准的实施者而言，包含专利算法意味着许可复杂性的增加。
虽然基于这些知识产权问题对 OCB 模式的纳入存在争议，但人们一致认为，简化认证加密系统是可取的。因此Housley等人开发了 CCM 模式，作为不受专利阻碍的潜在替代方案。
尽管 CCM 模式的效率略低于 OCB 模式，但相比之下，无专利解决方案比因专利许可问题而复杂化的解决方案更可取。因此，CCM 模式继续成为 IEEE 802.11i 标准的强制组件，而 OCB 模式则降级为可选组件状态，最终被完全删除。

## 使用
CCM 模式应用于IEEE 802.11i （如CCMP 与 WPA2的 CCM 加密协议）、 IPsec 和 TLS 1.2， 以及蓝牙低功耗（从蓝牙 4.0开始）。 它可用于 TLS 1.3，但在OpenSSL中默认不启用。 